# Museum Witt
Pour les articles homonymes, voir Witt.

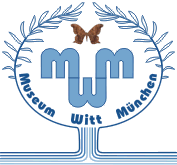
Museum Witt

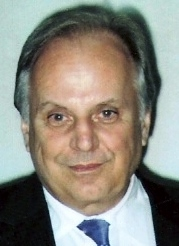
Thomas J. Witt

Le Musée Witt Munich (MWM) est un muséum d'histoire naturelle dont la collection de papillons de nuit est la plus importante du monde. Ce musée est situé à Munich en Bavière. Le musée est fondé par Thomas Witt en 1980, issu d'une famille d'entrepreneurs bien connus d'Allemagne (Witt Weiden). La collection consiste en dix millions de spécimens de partout dans le monde. Le musée collabore avec la Zoologische Staatssammlung München de Munich. 